# Combretum padoides
Combretum padoides är en tvåhjärtbladig växtart som beskrevs av Adolf Engler och Diels.. Combretum padoides ingår i släktet Combretum och familjen Combretaceae. Inga underarter finns listade i Catalogue of Life.